# ثقافة سوريا
عبر مايزيد عن سبعة آلاف عام تركت لنا الحضارات التي تعاقبت في سورية إرث ثقافي غني جداً في كافة المجالات حيث كانت مدن سورية القديمة مراكز للحضارة، ومما يذكر أن الثقافة أساس يحدد مكانة المجتمع ومدى تطوره والحضارات السورية أغنت التاريخ بإرثٍ ثقافي وحضاري كبير.
اليوم في الجمهورية العربية السورية وبمعطيات التاريخ العريق عبر العصور وما قدمته الحضارات السورية المتعاقبة على مر العصور في كافة المجالات ومنها الثقافة بكافة أنواعها، العديد من مدن سورية القديمة كانت منارات للأدب والثقافة ومنطلق للحضارة في إبلا ومملكة ماري حيث أكبر المكتبات وأوغاريت وتدمر وشهبا وأفاميا وبصرى ومعلولا وصيدنايا وقنوات ودورا أوربوس وسرجيلا والبارة مراكز إشعاع ديني وثقافي في التاريخ، وحمص وأرواد وحماة والسويداء وطرطوس وحلب والجزيرة السورية وأقدم الحضارات الإنسانية بمدنها ومناطقها شرق سورية، وكانت دمشق مركزاً ومنارة للعلم والثقافة في عصور مختلفة ومنذ آلاف السنين تنتشر المعرفة في أرجاء المعمرة وفي العصر الأموي كانت دمشق عاصمة لأكبر دولة إسلامية في التاريخ الدولة الأموية ومنطلق للأدب والشعر والعلم والعلماء والثقافة.

## تواصل الثقافة في بلد الحضارات
على المستوى العالمي تعددت وسائل اكتساب الثقافة والمعرفة وتنوعت من الكتب والمطبوعات إلى الإنترنت والوسائل السمعية والبصرية إلا أن القراءة بقيت هي الركن الأساسي لأنها الوسيلة المثلى للمعرفة وتغذية النفس وتنمية المقدرات العقلية لإدارة الحوار وتفهم الآخر. ولتشجيع جميع أفراد المجتمع على القراءة ترعى وزارة الثقافة السورية كثيرًا من الأنشطة والبرامج الثقافية وبالتعاون مع الهيئات الرسمية والخاصة في سوريا وفي العالم لدعم الحركة الثقافية والدفع بالأفراد لمزيد من الوعي والمشاركة في الحياة الثقافية والسير بالمجتمع نحو الأفضل. وتقوم المراكز الثقافية التابعة لوزارة الثقافة السورية بدور مهم على هذا الصعيد إلى جانب المكتبات الوطنية والخاصة والمدرسية التي تؤمن مصدراً حيّاً للقراءة وزيادة المعرفة إضافة إلى المؤتمرات والندوات والمعارض.

## ثقافة الطفل
تهتم المؤسسات والهيئات الرسمية في سورية بثقافة الطفل لتطوير جيل ينمو في جو ثقافي كي يربي أفرادًا مثقفين قادرين على المبادرة والبناء ومستعدين لصنع الحضارة في بلد الحضارة والثقافة والتاريخ، فالثقافة هي مسألة هوية ووجود وقد أخذ العالم مما قدمته الحضارة السورية من معطيات ومن هذا المنطلق علينا تثقيف وبناء الطفل في مرحلة مبكرة من عمره وتنشيط دور الإعلام للتعريف بنشاطات المراكز الثقافية المتاحة وبالخدمات التي تطرحها وزارة الثقافة ومعارض الكتب والنشاطات الخاصة بالأطفال والتي تقام بالتعاون مع مديرية ثقافة الطفل، وهذا ما تقوم به وزارة الثقافة السورية بشكل فعال عبر كافة النشاطات والمشاركات الدولية في هذا المجال.

## مراكز ثقافية
المراكز الثقافية  هي حاضن أساسي لأي حراك ثقافي وتنتشر في سوريا وفي كافة المدن والبلدات المراكز الثقافية وتعمل الجهات المختصة بكل قدراتها لنشر الثقافة في المجتمع من خلال النشاطات المميزة التي يقوم بها المركز على مدار السنة، في كل ما يتعلق بالنشاط الثقافي منها تأمين فرصة مفتوحة للقراءة وبرسوم رمزية جدًا قدرها 300 ليرة سورية من خلال المكتبات والتي تحتوي على ما لا يقل عن 42 ألف كتاب إضافة إلى مركز بيع الكتب الذي يحتوي على مئات العناوين من إصدارات وزارة الثقافة القيمة وبأسعار رمزية أيضًا. إضافة لعشرات المراكز الثقافية السورية على سبيل المثال مركز أبو رمانه الثقافي أحد المراكز في دمشق أعد منذ عام تقريبًا برنامجًا مهمًا جدًا وهو الطاولة المستديرة تقام في السبت الأول من كل شهر وتعتبر بمثابة ناد يطرح فيه كتاب للقراءة ويوزع على نحو 60 شخصًا تقريبًا وأغلبيتهم من طلاب الجامعة بحيث يقرؤون الكتاب ليعودوا في الجلسة الثانية لمناقشته فيما بينهم ويضعون ملاحظات حوله بمشاركة مع أحد الكتاب أو النقاد أو الأدباء باعتبار أن هذا الأسلوب يشجع كثيرًا على القراءة والاهتمام بها وقد لاقت الفكرة رواجًا كبيرًا لدى الجميع.

## دمشق عاصمة الثقافة العربية[4]
سوريا بأصالتها وتنوع ثقافاتها وغناها وانطلاقًا من ضرورة وضع الثقافة في صميم مشاريع التنمية السورية والعربية وتقريب الثقافات والتواصل والانفتاح جاءت تجارب الثقافية العربية بمشاركة سورية فاعلة وهامة لتتوج كأهم الأحداث التي تعمل للتقارب مع أفراد المجتمع وإحلال القيم الإيجابية للثقافة العربية، ومن هنا كان لاحتفالية دمشق عاصمة الثقافة العربية لعام 2008 مهمة ودعم للثقافة وزيادة تفاعل الناس مع النشاطات الرائعة، وقدمت دمشق مدينة الثقافة سيل من النشاطات الثقافية والأدبية والشعر والفنون بأنواعها والعروض الفنية والموسيقية والمسرحية والسينمائية التي عاش تجربتها الجميع في دور العرض والمراكز والصالات والنوادي الثقافية والحدائق والشوارع والمدارس والقلاع والأماكن الأثرية في قلب دمشق الحضارة وأقدم مدينة في العالم ومنارة الثقافة كان لها الفضل في مجالات الثقافة والأدب العالمي منذ آلاف السنين بلا شك انها دمشق تلك المدينة التي تفيض بالمثقفين والأدباء والشعراء والكتاب من رواد الأدب والثقافة في الوطن العربي، في سوريا ترقى بك أسس الثقافة إلى أعلى المستويات والذهاب بالثقافة إلى الناس وإقامة التظاهرات الثقافية والفنية والسينمائية والموسيقية ومسابقات القصة والرواية والشعر والأدب.